# 全国文明城市

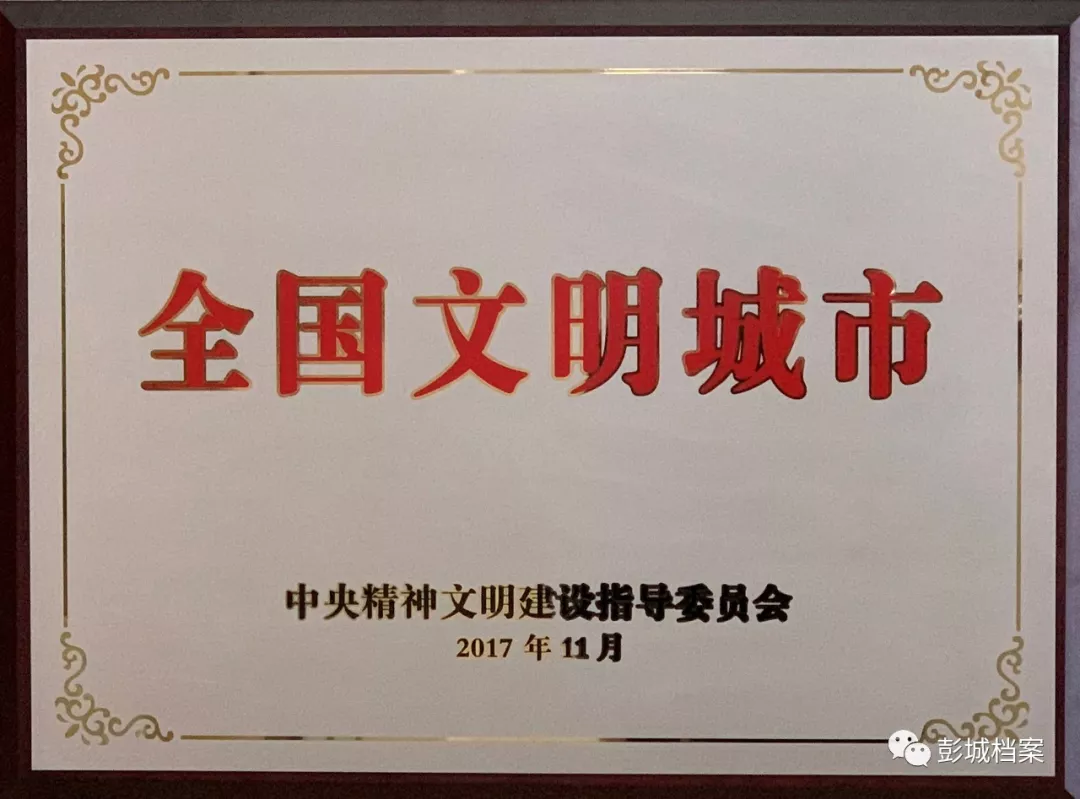
“全国文明城市”荣誉称号牌匾

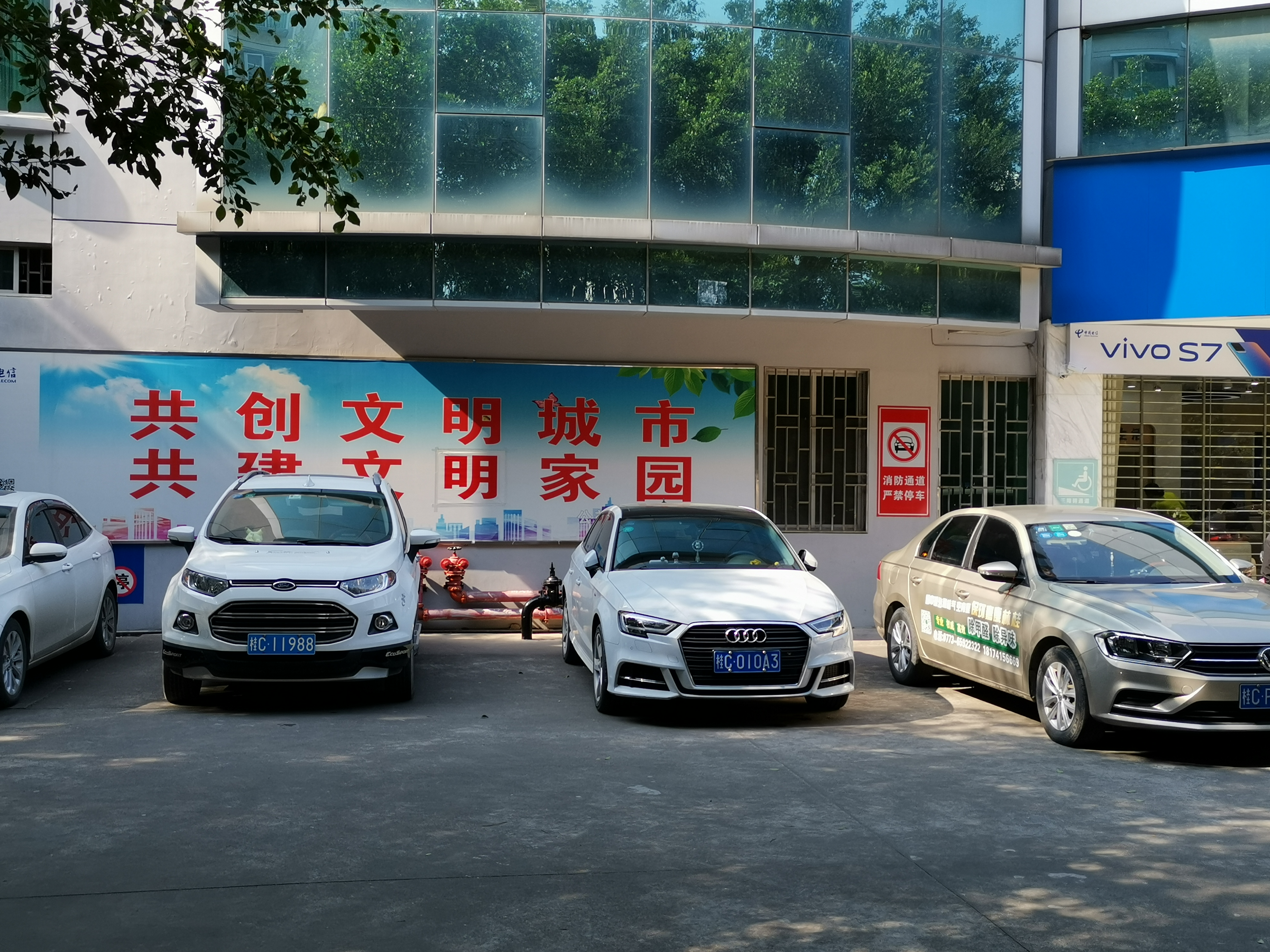
广西桂林的一处“共创文明城市，共建文明家园”的宣传广告

全国文明城市荣誉称号由中國共產黨中央精神文明建设指导委员会办公室评出，在中国大陆被称为全国城市综合类评比中的最高荣誉，特别受参选城市党委、政府的重视。截至2025年5月23日，共有505个市、区、县获得全国文明城市称号。部分有较强示范引领作用的全国文明城市则被称为“全国文明典范城市”。

## 定义
文明城市是指满足以下标准的城市：
1. 全面建设小康社会，推进社会主义现代化建设新的发展阶段；
2. 坚持科学发展观，经济和社会各项事业全面进步；
3. 物质文明、政治文明与精神文明建设协调发展，精神文明建设取得显著成就；
4. 市民整体素质和文明程度较高。

## 申报条件、标准
申报全国文明城市必须具备以下六个条件：
- 获得并保持全国创建文明城市工作先进城市荣誉称号；
- 申报前连续两年人均GDP高于全国平均水平；
- 申报前12个月内市委、市政府主要领导无严重违纪、违法犯罪；
- 申报前12个月内未发生有全国影响的重大安全事故、重大刑事案件；
- 申报前完成国务院下发的节能减排任务；
- 未发生非法出版、制黄贩黄、侵权盗版的恶性事件。

全国文明城市的评选标准有八条：
- 组织领导坚强有力，创建工作机制健全；
- 思想教育深入细致，道德建设扎实有效；
- 创建活动蓬勃开展，人民群众广泛参与；
- 党政机关廉洁高效，社会风气健康向上；
- 科教文卫体稳步发展，社会事业全面进步；
- 社会治安良好，社会秩序井然；
- 基础设施较为完善，生态环境优良；
- 经济持续快速健康发展，居民生活水平稳步提高。

## 申报程序
中央文明委20039号文件规定，全国文明城市每三年评选表彰一次，实行届期制，具体申报程序为：
- 申报城市对照全国文明城市测评标准，进行自我测评。
- 符合标准、条件后，市文明委自愿向省文明委提出申请。
- 省文明委审核后按分配名额向中央文明办提交推荐报告。

## 考评方式及内容
依据《全国文明城市测评体系》和《全国未成年人思想道德建设工作测评体系》，全国文明城市考评实行“年度测评、三年总评”的方式，三年测评成绩分别以20%、30%、50%的比重计入考评总分值。其中未成年人思想道德建设工作评价作为申报全国文明城市的前置条件，测评结果单独排序，得分低于85分的，不能申报全国文明城市，同时该项得分按20%的比例计入全国文明城市总得分。全国文明城市测评主要采用听取汇报、材料审核、问卷调查、网络调查、实地考察、整体观察六种方式，共需考评3大板块、12个项目、89项内容、188条标准。

## 全国文明城市名单
中央文明办分别从2005年开始每隔三年分别评选出第一批（12个）、第二批（14个）、第三批（27个）、第四批（34个）、第五批（89个）、第六批（133个）和第七批（202个）全国文明城市，从第二批开始每一批评选的时候均会对之前评选的城市进行复查。
| 省               | 市                     | 等级       | 批次 | 第二批复查 | 第三批复查 | 第四批复查 | 第五批复查 | 第六批复查              | 第七批复查         |
| ---------------- | ---------------------- | ---------- | ---- | ---------- | ---------- | ---------- | ---------- | ----------------------- | ------------------ |
| 福建省           | 厦门市                 | 副省级     | 1    |            |            |            |            |                         |                    |
| 山东省           | 青岛市                 | 副省级     | 1    |            |            |            |            |                         |                    |
| 辽宁省           | 大连市                 | 副省级     | 1    |            |            |            |            |                         |                    |
| 浙江省           | 宁波市                 | 副省级     | 1    |            |            |            |            |                         |                    |
| 广东省           | 深圳市                 | 副省级     | 1    |            |            |            |            |                         |                    |
| 内蒙古自治区     | 包头市                 | 地级市     | 1    |            |            |            |            | （2021年10月9日起恢复） |                    |
| 广东省           | 中山市                 | 地级市     | 1    |            |            |            |            |                         |                    |
| 山东省           | 烟台市                 | 地级市     | 1    |            |            |            |            |                         |                    |
| 天津市           | 和平区                 | 市辖区     | 1    |            |            |            |            |                         |                    |
| 上海市           | 浦东新区               | 副省级     | 1    |            |            |            |            |                         |                    |
| 北京市           | 西城区                 | 市辖区     | 1    |            |            |            |            |                         |                    |
| 江苏省           | 张家港市               | 县级市     | 1    |            |            |            |            |                         |                    |
| 四川省           | 成都市                 | 副省级     | 2    | 不適用     |            |            |            |                         |                    |
| 江苏省           | 南京市                 | 副省级     | 2    | 不適用     |            |            |            |                         |                    |
| 广西壮族自治区   | 南宁市                 | 自治区首府 | 2    | 不適用     |            |            |            | （2021年7月15日起恢复） |                    |
| 广东省           | 惠州市                 | 地级市     | 2    | 不適用     |            |            |            |                         |                    |
| 江苏省           | 南通市                 | 地级市     | 2    | 不適用     |            |            |            |                         |                    |
| 广东省           | 东莞市                 | 地级市     | 2    | 不適用     |            |            |            |                         |                    |
| 安徽省           | 马鞍山市               | 地级市     | 2    | 不適用     |            |            |            |                         |                    |
| 江苏省           | 苏州市                 | 地级市     | 2    | 不適用     |            |            |            |                         |                    |
| 黑龙江省         | 大庆市                 | 地级市     | 2    | 不適用     |            |            |            |                         |                    |
| 北京市           | 东城区                 | 市辖区     | 2    | 不適用     |            |            |            |                         |                    |
| 上海市           | 静安区                 | 市辖区     | 2    | 不適用     |            |            |            |                         |                    |
| 重庆市           | 渝北区                 | 市辖区     | 2    | 不適用     |            |            |            |                         |                    |
| 新疆维吾尔自治区 | 库尔勒市               | 县级市     | 2    | 不適用     |            |            |            |                         |                    |
| 内蒙古自治区     | 满洲里市               | 县级市     | 2    | 不適用     |            |            |            | （2021年10月9日起恢复） |                    |
| 湖南省           | 长沙市                 | 省会       | 3    | 不適用     | 不適用     |            |            |                         |                    |
| 广东省           | 广州市                 | 副省级     | 3    | 不適用     | 不適用     |            |            |                         |                    |
| 福建省           | 福州市                 | 省会       | 3    | 不適用     | 不適用     |            |            |                         |                    |
| 吉林省           | 长春市                 | 副省级     | 3    | 不適用     | 不適用     |            |            |                         |                    |
| 浙江省           | 杭州市                 | 副省级     | 3    | 不適用     | 不適用     |            |            |                         |                    |
| 河南省           | 郑州市                 | 省会       | 3    | 不適用     | 不適用     |            |            |                         |                    |
| 西藏自治区       | 拉萨市                 | 省会       | 3    | 不適用     | 不適用     |            |            | （2021年8月19日起恢复） |                    |
| 宁夏回族自治区   | 银川市                 | 省会       | 3    | 不適用     | 不適用     |            |            |                         |                    |
| 贵州省           | 贵阳市                 | 省会       | 3    | 不適用     | 不適用     |            |            |                         |                    |
| 山东省           | 临沂市                 | 地级市     | 3    | 不適用     | 不適用     |            |            |                         |                    |
| 湖南省           | 常德市                 | 地级市     | 3    | 不適用     | 不適用     |            |            |                         |                    |
| 江苏省           | 扬州市                 | 地级市     | 3    | 不適用     | 不適用     |            |            |                         |                    |
| 山西省           | 长治市                 | 地级市     | 3    | 不適用     | 不適用     |            |            |                         |                    |
| 山东省           | 淄博市                 | 地级市     | 3    | 不適用     | 不適用     |            |            |                         |                    |
| 内蒙古自治区     | 鄂尔多斯市             | 地级市     | 3    | 不適用     | 不適用     |            |            |                         |                    |
| 河南省           | 洛阳市                 | 地级市     | 3    | 不適用     | 不適用     |            |            |                         |                    |
| 四川省           | 绵阳市                 | 地级市     | 3    | 不適用     | 不適用     |            |            |                         |                    |
| 湖北省           | 宜昌市                 | 地级市     | 3    | 不適用     | 不適用     |            |            |                         |                    |
| 河北省           | 唐山市                 | 地级市     | 3    | 不適用     | 不適用     |            |            | （2022年6月被撤销）     |                    |
| 广东省           | 江门市                 | 地级市     | 3    | 不適用     | 不適用     |            |            |                         |                    |
| 浙江省           | 嘉兴市                 | 地级市     | 3    | 不適用     | 不適用     |            |            |                         |                    |
| 江苏省           | 常州市                 | 地级市     | 3    | 不適用     | 不適用     |            |            |                         |                    |
| 新疆维吾尔自治区 | 克拉玛依市             | 地级市     | 3    | 不適用     | 不適用     |            |            |                         |                    |
| 北京市           | 朝阳区                 | 市辖区     | 3    | 不適用     | 不適用     |            |            |                         |                    |
| 上海市           | 长宁区                 | 市辖区     | 3    | 不適用     | 不適用     |            |            |                         |                    |
| 重庆市           | 渝中区                 | 市辖区     | 3    | 不適用     | 不適用     |            |            |                         |                    |
| 黑龙江省         | 绥芬河市               | 县级市     | 3    | 不適用     | 不適用     |            |            |                         |                    |
| 湖北省           | 武汉市                 | 副省级     | 4    | 不適用     | 不適用     | 不適用     |            |                         |                    |
| 江西省           | 南昌市                 | 省会       | 4    | 不適用     | 不適用     | 不適用     |            |                         |                    |
| 黑龙江省         | 哈尔滨市               | 副省级     | 4    | 不適用     | 不適用     | 不適用     |            |                         |                    |
| 安徽省           | 合肥市                 | 省会       | 4    | 不適用     | 不適用     | 不適用     |            |                         |                    |
| 陕西省           | 西安市                 | 副省级     | 4    | 不適用     | 不適用     | 不適用     |            |                         |                    |
| 辽宁省           | 沈阳市                 | 副省级     | 4    | 不適用     | 不適用     | 不適用     |            |                         |                    |
| 山东省           | 威海市                 | 地级市     | 4    | 不適用     | 不適用     | 不適用     |            |                         |                    |
| 山东省           | 潍坊市                 | 地级市     | 4    | 不適用     | 不適用     | 不適用     |            |                         |                    |
| 四川省           | 广安市                 | 地级市     | 4    | 不適用     | 不適用     | 不適用     |            |                         |                    |
| 河南省           | 许昌市                 | 地级市     | 4    | 不適用     | 不適用     | 不適用     |            |                         |                    |
| 山东省           | 东营市                 | 地级市     | 4    | 不適用     | 不適用     | 不適用     |            |                         |                    |
| 江苏省           | 镇江市                 | 地级市     | 4    | 不適用     | 不適用     | 不適用     |            |                         |                    |
| 浙江省           | 绍兴市                 | 地级市     | 4    | 不適用     | 不適用     | 不適用     |            |                         |                    |
| 河南省           | 濮阳市                 | 地级市     | 4    | 不適用     | 不適用     | 不適用     |            |                         |                    |
| 湖南省           | 岳阳市                 | 地级市     | 4    | 不適用     | 不適用     | 不適用     |            |                         |                    |
| 甘肃省           | 金昌市                 | 地级市     | 4    | 不適用     | 不適用     | 不適用     |            |                         |                    |
| 福建省           | 三明市                 | 地级市     | 4    | 不適用     | 不適用     | 不適用     |            |                         |                    |
| 安徽省           | 铜陵市                 | 地级市     | 4    | 不適用     | 不適用     | 不適用     |            |                         |                    |
| 广东省           | 珠海市                 | 地级市     | 4    | 不適用     | 不適用     | 不適用     |            |                         |                    |
| 湖南省           | 株洲市                 | 地级市     | 4    | 不適用     | 不適用     | 不適用     |            |                         |                    |
| 安徽省           | 芜湖市                 | 地级市     | 4    | 不適用     | 不適用     | 不適用     |            |                         |                    |
| 陕西省           | 宝鸡市                 | 地级市     | 4    | 不適用     | 不適用     | 不適用     |            |                         |                    |
| 江苏省           | 无锡市                 | 地级市     | 4    | 不適用     | 不適用     | 不適用     |            |                         |                    |
| 广东省           | 佛山市                 | 地级市     | 4    | 不適用     | 不適用     | 不適用     |            |                         |                    |
| 江苏省           | 泰州市                 | 地级市     | 4    | 不適用     | 不適用     | 不適用     |            |                         |                    |
| 福建省           | 泉州市                 | 地级市     | 4    | 不適用     | 不適用     | 不適用     |            | （2021年8月19日起恢复） |                    |
| 浙江省           | 温州市                 | 地级市     | 4    | 不適用     | 不適用     | 不適用     |            |                         |                    |
| 福建省           | 漳州市                 | 地级市     | 4    | 不適用     | 不適用     | 不適用     |            |                         |                    |
| 上海市           | 奉贤区                 | 市辖区     | 4    | 不適用     | 不適用     | 不適用     |            |                         |                    |
| 北京市           | 海淀区                 | 市辖区     | 4    | 不適用     | 不適用     | 不適用     |            |                         |                    |
| 重庆市           | 南岸区                 | 市辖区     | 4    | 不適用     | 不適用     | 不適用     |            |                         |                    |
| 天津市           | 河西区                 | 市辖区     | 4    | 不適用     | 不適用     | 不適用     |            |                         |                    |
| 河南省           | 济源市                 | 县级市     | 4    | 不適用     | 不適用     | 不適用     |            |                         |                    |
| 新疆维吾尔自治区 | 石河子市               | 县级市     | 4    | 不適用     | 不適用     | 不適用     |            |                         |                    |
| 山东省           | 济南市                 | 副省级     | 5    | 不適用     | 不適用     | 不適用     | 不適用     |                         |                    |
| 海南省           | 海口市                 | 省会       | 5    | 不適用     | 不適用     | 不適用     | 不適用     |                         |                    |
| 河北省           | 石家庄市               | 省会       | 5    | 不適用     | 不適用     | 不適用     | 不適用     | （2022年3月3日起恢复）  |                    |
| 新疆维吾尔自治区 | 乌鲁木齐市             | 自治区首府 | 5    | 不適用     | 不適用     | 不適用     | 不適用     |                         |                    |
| 青海省           | 西宁市                 | 省会       | 5    | 不適用     | 不適用     | 不適用     | 不適用     |                         |                    |
| 江苏省           | 宿迁市                 | 地级市     | 5    | 不適用     | 不適用     | 不適用     | 不適用     |                         |                    |
| 山东省           | 日照市                 | 地级市     | 5    | 不適用     | 不適用     | 不適用     | 不適用     |                         |                    |
| 安徽省           | 淮北市                 | 地级市     | 5    | 不適用     | 不適用     | 不適用     | 不適用     |                         |                    |
| 浙江省           | 丽水市                 | 地级市     | 5    | 不適用     | 不適用     | 不適用     | 不適用     |                         |                    |
| 江苏省           | 徐州市                 | 地级市     | 5    | 不適用     | 不適用     | 不適用     | 不適用     |                         |                    |
| 辽宁省           | 盘锦市                 | 地级市     | 5    | 不適用     | 不適用     | 不適用     | 不適用     |                         |                    |
| 浙江省           | 湖州市                 | 地级市     | 5    | 不適用     | 不適用     | 不適用     | 不適用     |                         |                    |
| 四川省           | 遂宁市                 | 地级市     | 5    | 不適用     | 不適用     | 不適用     | 不適用     |                         |                    |
| 安徽省           | 蚌埠市                 | 地级市     | 5    | 不適用     | 不適用     | 不適用     | 不適用     |                         |                    |
| 黑龙江省         | 伊春市                 | 地级市     | 5    | 不適用     | 不適用     | 不適用     | 不適用     |                         |                    |
| 安徽省           | 宣城市                 | 地级市     | 5    | 不適用     | 不適用     | 不適用     | 不適用     |                         |                    |
| 湖南省           | 湘潭市                 | 地级市     | 5    | 不適用     | 不適用     | 不適用     | 不適用     |                         |                    |
| 河北省           | 秦皇岛市               | 地级市     | 5    | 不適用     | 不適用     | 不適用     | 不適用     |                         |                    |
| 内蒙古自治区     | 通辽市                 | 地级市     | 5    | 不適用     | 不適用     | 不適用     | 不適用     | （2021年10月9日起恢复） |                    |
| 山东省           | 莱芜市                 | 地级市     | 5    | 不適用     | 不適用     | 不適用     | 不適用     | 不適用（撤市）          | 不適用（撤市）     |
| 河北省           | 邯郸市                 | 地级市     | 5    | 不適用     | 不適用     | 不適用     | 不適用     | （2022年3月3日起恢复）  |                    |
| 陕西省           | 咸阳市                 | 地级市     | 5    | 不適用     | 不適用     | 不適用     | 不適用     |                         |                    |
| 宁夏回族自治区   | 石嘴山市               | 地级市     | 5    | 不適用     | 不適用     | 不適用     | 不適用     |                         |                    |
| 辽宁省           | 鞍山市                 | 地级市     | 5    | 不適用     | 不適用     | 不適用     | 不適用     |                         |                    |
| 四川省           | 泸州市                 | 地级市     | 5    | 不適用     | 不適用     | 不適用     | 不適用     |                         |                    |
| 江西省           | 吉安市                 | 地级市     | 5    | 不適用     | 不適用     | 不適用     | 不適用     |                         |                    |
| 河南省           | 新乡市                 | 地级市     | 5    | 不適用     | 不適用     | 不適用     | 不適用     |                         |                    |
| 贵州省           | 遵义市                 | 地级市     | 5    | 不適用     | 不適用     | 不適用     | 不適用     |                         |                    |
| 安徽省           | 安庆市                 | 地级市     | 5    | 不適用     | 不適用     | 不適用     | 不適用     |                         |                    |
| 甘肃省           | 嘉峪关市               | 地级市     | 5    | 不適用     | 不適用     | 不適用     | 不適用     |                         |                    |
| 福建省           | 莆田市                 | 地级市     | 5    | 不適用     | 不適用     | 不適用     | 不適用     |                         |                    |
| 福建省           | 龙岩市                 | 地级市     | 5    | 不適用     | 不適用     | 不適用     | 不適用     |                         |                    |
| 浙江省           | 台州市                 | 地级市     | 5    | 不適用     | 不適用     | 不適用     | 不適用     |                         |                    |
| 河南省           | 驻马店市               | 地级市     | 5    | 不適用     | 不適用     | 不適用     | 不適用     |                         |                    |
| 江西省           | 赣州市                 | 地级市     | 5    | 不適用     | 不適用     | 不適用     | 不適用     |                         |                    |
| 上海市           | 徐汇区                 | 市辖区     | 5    | 不適用     | 不適用     | 不適用     | 不適用     |                         |                    |
| 上海市           | 嘉定区                 | 市辖区     | 5    | 不適用     | 不適用     | 不適用     | 不適用     |                         |                    |
| 重庆市           | 江北区                 | 市辖区     | 5    | 不適用     | 不適用     | 不適用     | 不適用     |                         |                    |
| 北京市           | 通州区                 | 市辖区     | 5    | 不適用     | 不適用     | 不適用     | 不適用     |                         |                    |
| 山东省           | 胶州市                 | 县级市     | 5    | 不適用     | 不適用     | 不適用     | 不適用     |                         |                    |
| 江苏省           | 丹阳市                 | 县级市     | 5    | 不適用     | 不適用     | 不適用     | 不適用     |                         |                    |
| 浙江省           | 诸暨市                 | 县级市     | 5    | 不適用     | 不適用     | 不適用     | 不適用     |                         |                    |
| 浙江省           | 海宁市                 | 县级市     | 5    | 不適用     | 不適用     | 不適用     | 不適用     |                         |                    |
| 山东省           | 寿光市                 | 县级市     | 5    | 不適用     | 不適用     | 不適用     | 不適用     |                         |                    |
| 浙江省           | 长兴县                 | 县         | 5    | 不適用     | 不適用     | 不適用     | 不適用     |                         |                    |
| 江苏省           | 宜兴市                 | 县级市     | 5    | 不適用     | 不適用     | 不適用     | 不適用     |                         |                    |
| 江苏省           | 江阴市                 | 县级市     | 5    | 不適用     | 不適用     | 不適用     | 不適用     |                         |                    |
| 河南省           | 巩义市                 | 县级市     | 5    | 不適用     | 不適用     | 不適用     | 不適用     |                         |                    |
| 江苏省           | 常熟市                 | 县级市     | 5    | 不適用     | 不適用     | 不適用     | 不適用     |                         |                    |
| 安徽省           | 当涂县                 | 县         | 5    | 不適用     | 不適用     | 不適用     | 不適用     |                         |                    |
| 湖南省           | 韶山市                 | 县级市     | 5    | 不適用     | 不適用     | 不適用     | 不適用     |                         |                    |
| 山东省           | 莱州市                 | 县级市     | 5    | 不適用     | 不適用     | 不適用     | 不適用     |                         |                    |
| 湖北省           | 宜都市                 | 县级市     | 5    | 不適用     | 不適用     | 不適用     | 不適用     |                         |                    |
| 广东省           | 博罗县                 | 县         | 5    | 不適用     | 不適用     | 不適用     | 不適用     |                         |                    |
| 山东省           | 荣成市                 | 县级市     | 5    | 不適用     | 不適用     | 不適用     | 不適用     |                         |                    |
| 江苏省           | 溧阳市                 | 县级市     | 5    | 不適用     | 不適用     | 不適用     | 不適用     |                         |                    |
| 山东省           | 乳山市                 | 县级市     | 5    | 不適用     | 不適用     | 不適用     | 不適用     |                         |                    |
| 内蒙古自治区     | 鄂托克前旗             | 旗         | 5    | 不適用     | 不適用     | 不適用     | 不適用     |                         |                    |
| 安徽省           | 天长市                 | 县级市     | 5    | 不適用     | 不適用     | 不適用     | 不適用     |                         |                    |
| 江苏省           | 如皋市                 | 县级市     | 5    | 不適用     | 不適用     | 不適用     | 不適用     |                         |                    |
| 吉林省           | 梅河口市               | 县级市     | 5    | 不適用     | 不適用     | 不適用     | 不適用     |                         |                    |
| 河南省           | 永城市                 | 县级市     | 5    | 不適用     | 不適用     | 不適用     | 不適用     |                         |                    |
| 河南省           | 西峡县                 | 县         | 5    | 不適用     | 不適用     | 不適用     | 不適用     |                         |                    |
| 江西省           | 南昌县                 | 县         | 5    | 不適用     | 不適用     | 不適用     | 不適用     |                         |                    |
| 河北省           | 正定县                 | 县         | 5    | 不適用     | 不適用     | 不適用     | 不適用     |                         |                    |
| 海南省           | 琼海市                 | 县级市     | 5    | 不適用     | 不適用     | 不適用     | 不適用     |                         |                    |
| 云南省           | 腾冲市                 | 县级市     | 5    | 不適用     | 不適用     | 不適用     | 不適用     |                         |                    |
| 浙江省           | 余姚市                 | 县级市     | 5    | 不適用     | 不適用     | 不適用     | 不適用     |                         |                    |
| 山西省           | 孝义市                 | 县级市     | 5    | 不適用     | 不適用     | 不適用     | 不適用     |                         |                    |
| 陕西省           | 凤县                   | 县         | 5    | 不適用     | 不適用     | 不適用     | 不適用     |                         |                    |
| 河北省           | 迁安市                 | 县级市     | 5    | 不適用     | 不適用     | 不適用     | 不適用     |                         |                    |
| 河南省           | 长垣市                 | 县级市     | 5    | 不適用     | 不適用     | 不適用     | 不適用     |                         |                    |
| 云南省           | 安宁市                 | 县级市     | 5    | 不適用     | 不適用     | 不適用     | 不適用     |                         |                    |
| 陕西省           | 志丹县                 | 县         | 5    | 不適用     | 不適用     | 不適用     | 不適用     |                         |                    |
| 福建省           | 石狮市                 | 县级市     | 5    | 不適用     | 不適用     | 不適用     | 不適用     |                         |                    |
| 吉林省           | 敦化市                 | 县级市     | 5    | 不適用     | 不適用     | 不適用     | 不適用     |                         |                    |
| 安徽省           | 巢湖市                 | 县级市     | 5    | 不適用     | 不適用     | 不適用     | 不適用     |                         |                    |
| 浙江省           | 桐庐县                 | 县         | 5    | 不適用     | 不適用     | 不適用     | 不適用     |                         |                    |
| 广东省           | 龙门县                 | 县         | 5    | 不適用     | 不適用     | 不適用     | 不適用     |                         |                    |
| 福建省           | 武平县                 | 县         | 5    | 不適用     | 不適用     | 不適用     | 不適用     |                         |                    |
| 湖北省           | 大冶市                 | 县级市     | 5    | 不適用     | 不適用     | 不適用     | 不適用     |                         |                    |
| 浙江省           | 瑞安市                 | 县级市     | 5    | 不適用     | 不適用     | 不適用     | 不適用     |                         |                    |
| 山东省           | 龙口市                 | 县级市     | 5    | 不適用     | 不適用     | 不適用     | 不適用     |                         |                    |
| 福建省           | 晋江市                 | 县级市     | 5    | 不適用     | 不適用     | 不適用     | 不適用     |                         |                    |
| 广东省           | 四会市                 | 县级市     | 5    | 不適用     | 不適用     | 不適用     | 不適用     |                         |                    |
| 重庆市           | 忠县                   | 县         | 5    | 不適用     | 不適用     | 不適用     | 不適用     |                         |                    |
| 福建省           | 沙县区                 | 市辖区     | 5    | 不適用     | 不適用     | 不適用     | 不適用     |                         | 不適用（撤县设区） |
| 内蒙古自治区     | 准格尔旗               | 旗         | 5    | 不適用     | 不適用     | 不適用     | 不適用     |                         |                    |
| 新疆维吾尔自治区 | 昌吉市                 | 县级市     | 5    | 不適用     | 不適用     | 不適用     | 不適用     |                         |                    |
| 云南省           | 昆明市                 | 省会       | 6    | 不適用     | 不適用     | 不適用     | 不適用     | 不適用                  |                    |
| 甘肃省           | 兰州市                 | 省会       | 6    | 不適用     | 不適用     | 不適用     | 不適用     | 不適用                  |                    |
| 上海市           | 闵行区                 | 市辖区     | 6    | 不適用     | 不適用     | 不適用     | 不適用     | 不適用                  |                    |
| 天津市           | 西青区                 | 市辖区     | 6    | 不適用     | 不適用     | 不適用     | 不適用     | 不適用                  |                    |
| 天津市           | 北辰区                 | 市辖区     | 6    | 不適用     | 不適用     | 不適用     | 不適用     | 不適用                  |                    |
| 上海市           | 崇明区                 | 市辖区     | 6    | 不適用     | 不適用     | 不適用     | 不適用     | 不適用                  |                    |
| 天津市           | 滨海新区               | 市辖区     | 6    | 不適用     | 不適用     | 不適用     | 不適用     | 不適用                  |                    |
| 重庆市           | 合川区                 | 市辖区     | 6    | 不適用     | 不適用     | 不適用     | 不適用     | 不適用                  |                    |
| 上海市           | 松江区                 | 市辖区     | 6    | 不適用     | 不適用     | 不適用     | 不適用     | 不適用                  |                    |
| 上海市           | 金山区                 | 市辖区     | 6    | 不適用     | 不適用     | 不適用     | 不適用     | 不適用                  |                    |
| 上海市           | 青浦区                 | 市辖区     | 6    | 不適用     | 不適用     | 不適用     | 不適用     | 不適用                  |                    |
| 重庆市           | 沙坪坝区               | 市辖区     | 6    | 不適用     | 不適用     | 不適用     | 不適用     | 不適用                  |                    |
| 重庆市           | 涪陵区                 | 市辖区     | 6    | 不適用     | 不適用     | 不適用     | 不適用     | 不適用                  |                    |
| 北京市           | 延庆区                 | 市辖区     | 6    | 不適用     | 不適用     | 不適用     | 不適用     | 不適用                  |                    |
| 湖北省           | 十堰市                 | 地级市     | 6    | 不適用     | 不適用     | 不適用     | 不適用     | 不適用                  |                    |
| 江苏省           | 盐城市                 | 地级市     | 6    | 不適用     | 不適用     | 不適用     | 不適用     | 不適用                  |                    |
| 浙江省           | 金华市                 | 地级市     | 6    | 不適用     | 不適用     | 不適用     | 不適用     | 不適用                  |                    |
| 浙江省           | 衢州市                 | 地级市     | 6    | 不適用     | 不適用     | 不適用     | 不適用     | 不適用                  |                    |
| 山东省           | 济宁市                 | 地级市     | 6    | 不適用     | 不適用     | 不適用     | 不適用     | 不適用                  |                    |
| 江苏省           | 淮安市                 | 地级市     | 6    | 不適用     | 不適用     | 不適用     | 不適用     | 不適用                  |                    |
| 山东省           | 泰安市                 | 地级市     | 6    | 不適用     | 不適用     | 不適用     | 不適用     | 不適用                  |                    |
| 浙江省           | 舟山市                 | 地级市     | 6    | 不適用     | 不適用     | 不適用     | 不適用     | 不適用                  |                    |
| 四川省           | 德阳市                 | 地级市     | 6    | 不適用     | 不適用     | 不適用     | 不適用     | 不適用                  |                    |
| 广东省           | 肇庆市                 | 地级市     | 6    | 不適用     | 不適用     | 不適用     | 不適用     | 不適用                  |                    |
| 江苏省           | 连云港市               | 地级市     | 6    | 不適用     | 不適用     | 不適用     | 不適用     | 不適用                  |                    |
| 安徽省           | 滁州市                 | 地级市     | 6    | 不適用     | 不適用     | 不適用     | 不適用     | 不適用                  |                    |
| 河南省           | 焦作市                 | 地级市     | 6    | 不適用     | 不適用     | 不適用     | 不適用     | 不適用                  |                    |
| 江西省           | 萍乡市                 | 地级市     | 6    | 不適用     | 不適用     | 不適用     | 不適用     | 不適用                  |                    |
| 云南省           | 普洱市                 | 地级市     | 6    | 不適用     | 不適用     | 不適用     | 不適用     | 不適用                  |                    |
| 湖北省           | 鄂州市                 | 地级市     | 6    | 不適用     | 不適用     | 不適用     | 不適用     | 不適用                  |                    |
| 河南省           | 漯河市                 | 地级市     | 6    | 不適用     | 不適用     | 不適用     | 不適用     | 不適用                  |                    |
| 河北省           | 廊坊市                 | 地级市     | 6    | 不適用     | 不適用     | 不適用     | 不適用     | 不適用                  |                    |
| 河南省           | 南阳市                 | 地级市     | 6    | 不適用     | 不適用     | 不適用     | 不適用     | 不適用                  |                    |
| 湖北省           | 荆门市                 | 地级市     | 6    | 不適用     | 不適用     | 不適用     | 不適用     | 不適用                  |                    |
| 吉林省           | 吉林市                 | 地级市     | 6    | 不適用     | 不適用     | 不適用     | 不適用     | 不適用                  |                    |
| 广西壮族自治区   | 桂林市                 | 地级市     | 6    | 不適用     | 不適用     | 不適用     | 不適用     | 不適用                  |                    |
| 四川省           | 自贡市                 | 地级市     | 6    | 不適用     | 不適用     | 不適用     | 不適用     | 不適用                  |                    |
| 四川省           | 眉山市                 | 地级市     | 6    | 不適用     | 不適用     | 不適用     | 不適用     | 不適用                  |                    |
| 安徽省           | 黄山市                 | 地级市     | 6    | 不適用     | 不適用     | 不適用     | 不適用     | 不適用                  |                    |
| 湖南省           | 郴州市                 | 地级市     | 6    | 不適用     | 不適用     | 不適用     | 不適用     | 不適用                  |                    |
| 山西省           | 晋城市                 | 地级市     | 6    | 不適用     | 不適用     | 不適用     | 不適用     | 不適用                  |                    |
| 云南省           | 曲靖市                 | 地级市     | 6    | 不適用     | 不適用     | 不適用     | 不適用     | 不適用                  |                    |
| 河南省           | 信阳市                 | 地级市     | 6    | 不適用     | 不適用     | 不適用     | 不適用     | 不適用                  |                    |
| 安徽省           | 宿州市                 | 地级市     | 6    | 不適用     | 不適用     | 不適用     | 不適用     | 不適用                  |                    |
| 陕西省           | 铜川市                 | 地级市     | 6    | 不適用     | 不適用     | 不適用     | 不適用     | 不適用                  |                    |
| 四川省           | 宜宾市                 | 地级市     | 6    | 不適用     | 不適用     | 不適用     | 不適用     | 不適用                  |                    |
| 贵州省           | 六盘水市               | 地级市     | 6    | 不適用     | 不適用     | 不適用     | 不適用     | 不適用                  |                    |
| 河南省           | 商丘市                 | 地级市     | 6    | 不適用     | 不適用     | 不適用     | 不適用     | 不適用                  |                    |
| 湖南省           | 娄底市                 | 地级市     | 6    | 不適用     | 不適用     | 不適用     | 不適用     | 不適用                  |                    |
| 福建省           | 宁德市                 | 地级市     | 6    | 不適用     | 不適用     | 不適用     | 不適用     | 不適用                  |                    |
| 江西省           | 景德镇市               | 地级市     | 6    | 不適用     | 不適用     | 不適用     | 不適用     | 不適用                  |                    |
| 山西省           | 忻州市                 | 地级市     | 6    | 不適用     | 不適用     | 不適用     | 不適用     | 不適用                  |                    |
| 安徽省           | 阜阳市                 | 地级市     | 6    | 不適用     | 不適用     | 不適用     | 不適用     | 不適用                  |                    |
| 浙江省           | 德清县                 | 县         | 6    | 不適用     | 不適用     | 不適用     | 不適用     | 不適用                  |                    |
| 安徽省           | 金寨县                 | 县         | 6    | 不適用     | 不適用     | 不適用     | 不適用     | 不適用                  |                    |
| 吉林省           | 延吉市                 | 县级市     | 6    | 不適用     | 不適用     | 不適用     | 不適用     | 不適用                  |                    |
| 山东省           | 曲阜市                 | 县级市     | 6    | 不適用     | 不適用     | 不適用     | 不適用     | 不適用                  |                    |
| 河南省           | 林州市                 | 县级市     | 6    | 不適用     | 不適用     | 不適用     | 不適用     | 不適用                  |                    |
| 江苏省           | 邳州市                 | 县级市     | 6    | 不適用     | 不適用     | 不適用     | 不適用     | 不適用                  |                    |
| 江苏省           | 启东市                 | 县级市     | 6    | 不適用     | 不適用     | 不適用     | 不適用     | 不適用                  |                    |
| 河北省           | 大厂回族自治县         | 县         | 6    | 不適用     | 不適用     | 不適用     | 不適用     | 不適用                  |                    |
| 浙江省           | 慈溪市                 | 县级市     | 6    | 不適用     | 不適用     | 不適用     | 不適用     | 不適用                  |                    |
| 江苏省           | 海安市                 | 县级市     | 6    | 不適用     | 不適用     | 不適用     | 不適用     | 不適用                  |                    |
| 浙江省           | 嘉善县                 | 县         | 6    | 不適用     | 不適用     | 不適用     | 不適用     | 不適用                  |                    |
| 江苏省           | 昆山市                 | 县级市     | 6    | 不適用     | 不適用     | 不適用     | 不適用     | 不適用                  |                    |
| 安徽省           | 广德市                 | 县级市     | 6    | 不適用     | 不適用     | 不適用     | 不適用     | 不適用                  |                    |
| 浙江省           | 海盐县                 | 县         | 6    | 不適用     | 不適用     | 不適用     | 不適用     | 不適用                  |                    |
| 浙江省           | 平湖市                 | 县级市     | 6    | 不適用     | 不適用     | 不適用     | 不適用     | 不適用                  |                    |
| 浙江省           | 安吉县                 | 县         | 6    | 不適用     | 不適用     | 不適用     | 不適用     | 不適用                  |                    |
| 江西省           | 宜丰县                 | 县         | 6    | 不適用     | 不適用     | 不適用     | 不適用     | 不適用                  |                    |
| 湖北省           | 枝江市                 | 县级市     | 6    | 不適用     | 不適用     | 不適用     | 不適用     | 不適用                  |                    |
| 河南省           | 新安县                 | 县         | 6    | 不適用     | 不適用     | 不適用     | 不適用     | 不適用                  |                    |
| 安徽省           | 宁国市                 | 县级市     | 6    | 不適用     | 不適用     | 不適用     | 不適用     | 不適用                  |                    |
| 山东省           | 新泰市                 | 县级市     | 6    | 不適用     | 不適用     | 不適用     | 不適用     | 不適用                  |                    |
| 湖南省           | 宁乡市                 | 县级市     | 6    | 不適用     | 不適用     | 不適用     | 不適用     | 不適用                  |                    |
| 山西省           | 静乐县                 | 县         | 6    | 不適用     | 不適用     | 不適用     | 不適用     | 不適用                  |                    |
| 湖北省           | 竹山县                 | 县         | 6    | 不適用     | 不適用     | 不適用     | 不適用     | 不適用                  |                    |
| 四川省           | 都江堰市               | 县         | 6    | 不適用     | 不適用     | 不適用     | 不適用     | 不適用                  |                    |
| 安徽省           | 歙县                   | 县         | 6    | 不適用     | 不適用     | 不適用     | 不適用     | 不適用                  |                    |
| 四川省           | 米易县                 | 县         | 6    | 不適用     | 不適用     | 不適用     | 不適用     | 不適用                  |                    |
| 江苏省           | 句容市                 | 县级市     | 6    | 不適用     | 不適用     | 不適用     | 不適用     | 不適用                  |                    |
| 浙江省           | 临海市                 | 县级市     | 6    | 不適用     | 不適用     | 不適用     | 不適用     | 不適用                  |                    |
| 浙江省           | 建德市                 | 县级市     | 6    | 不適用     | 不適用     | 不適用     | 不適用     | 不適用                  |                    |
| 陕西省           | 彬州市                 | 县级市     | 6    | 不適用     | 不適用     | 不適用     | 不適用     | 不適用                  |                    |
| 河南省           | 平舆县                 | 县         | 6    | 不適用     | 不適用     | 不適用     | 不適用     | 不適用                  |                    |
| 广东省           | 德庆县                 | 县         | 6    | 不適用     | 不適用     | 不適用     | 不適用     | 不適用                  |                    |
| 福建省           | 上杭县                 | 县         | 6    | 不適用     | 不適用     | 不適用     | 不適用     | 不適用                  |                    |
| 贵州省           | 凯里市                 | 县级市     | 6    | 不適用     | 不適用     | 不適用     | 不適用     | 不適用                  |                    |
| 山西省           | 古县                   | 县         | 6    | 不適用     | 不適用     | 不適用     | 不適用     | 不適用                  |                    |
| 江西省           | 玉山县                 | 县         | 6    | 不適用     | 不適用     | 不適用     | 不適用     | 不適用                  |                    |
| 江苏省           | 太仓市                 | 县级市     | 6    | 不適用     | 不適用     | 不適用     | 不適用     | 不適用                  |                    |
| 江苏省           | 如东县                 | 县         | 6    | 不適用     | 不適用     | 不適用     | 不適用     | 不適用                  |                    |
| 四川省           | 阆中市                 | 县级市     | 6    | 不適用     | 不適用     | 不適用     | 不適用     | 不適用                  |                    |
| 浙江省           | 义乌市                 | 县级市     | 6    | 不適用     | 不適用     | 不適用     | 不適用     | 不適用                  |                    |
| 陕西省           | 吴起县                 | 县         | 6    | 不適用     | 不適用     | 不適用     | 不適用     | 不適用                  |                    |
| 浙江省           | 嵊州市                 | 县级市     | 6    | 不適用     | 不適用     | 不適用     | 不適用     | 不適用                  |                    |
| 吉林省           | 通化县                 | 县         | 6    | 不適用     | 不適用     | 不適用     | 不適用     | 不適用                  |                    |
| 内蒙古自治区     | 杭锦旗                 | 县         | 6    | 不適用     | 不適用     | 不適用     | 不適用     | 不適用                  |                    |
| 河北省           | 文安县                 | 县         | 6    | 不適用     | 不適用     | 不適用     | 不適用     | 不適用                  |                    |
| 河南省           | 柘城县                 | 县         | 6    | 不適用     | 不適用     | 不適用     | 不適用     | 不適用                  |                    |
| 江苏省           | 靖江市                 | 县级市     | 6    | 不適用     | 不適用     | 不適用     | 不適用     | 不適用                  |                    |
| 贵州省           | 仁怀市                 | 县级市     | 6    | 不適用     | 不適用     | 不適用     | 不適用     | 不適用                  |                    |
| 山东省           | 肥城市                 | 县级市     | 6    | 不適用     | 不適用     | 不適用     | 不適用     | 不適用                  |                    |
| 山东省           | 青州市                 | 县级市     | 6    | 不適用     | 不適用     | 不適用     | 不適用     | 不適用                  |                    |
| 湖北省           | 丹江口市               | 县级市     | 6    | 不適用     | 不適用     | 不適用     | 不適用     | 不適用                  |                    |
| 山东省           | 昌邑市                 | 县级市     | 6    | 不適用     | 不適用     | 不適用     | 不適用     | 不適用                  |                    |
| 重庆市           | 巫溪县                 | 县         | 6    | 不適用     | 不適用     | 不適用     | 不適用     | 不適用                  |                    |
| 云南省           | 景洪市                 | 县级市     | 6    | 不適用     | 不適用     | 不適用     | 不適用     | 不適用                  |                    |
| 黑龙江省         | 桦南县                 | 县         | 6    | 不適用     | 不適用     | 不適用     | 不適用     | 不適用                  |                    |
| 福建省           | 福清市                 | 县级市     | 6    | 不適用     | 不適用     | 不適用     | 不適用     | 不適用                  |                    |
| 山西省           | 长子县                 | 县         | 6    | 不適用     | 不適用     | 不適用     | 不適用     | 不適用                  |                    |
| 广东省           | 仁化县                 | 县         | 6    | 不適用     | 不適用     | 不適用     | 不適用     | 不適用                  |                    |
| 山西省           | 沁水县                 | 县         | 6    | 不適用     | 不適用     | 不適用     | 不適用     | 不適用                  |                    |
| 河南省           | 汝州市                 | 县级市     | 6    | 不適用     | 不適用     | 不適用     | 不適用     | 不適用                  |                    |
| 吉林省           | 集安市                 | 县级市     | 6    | 不適用     | 不適用     | 不適用     | 不適用     | 不適用                  |                    |
| 云南省           | 石林彝族自治县         | 县         | 6    | 不適用     | 不適用     | 不適用     | 不適用     | 不適用                  |                    |
| 河北省           | 遵化市                 | 县级市     | 6    | 不適用     | 不適用     | 不適用     | 不適用     | 不適用                  |                    |
| 山东省           | 诸城市                 | 县级市     | 6    | 不適用     | 不適用     | 不適用     | 不適用     | 不適用                  |                    |
| 四川省           | 江油市                 | 县级市     | 6    | 不適用     | 不適用     | 不適用     | 不適用     | 不適用                  |                    |
| 云南省           | 楚雄市                 | 县级市     | 6    | 不適用     | 不適用     | 不適用     | 不適用     | 不適用                  |                    |
| 河南省           | 兰考县                 | 县         | 6    | 不適用     | 不適用     | 不適用     | 不適用     | 不適用                  |                    |
| 江西省           | 芦溪县                 | 县         | 6    | 不適用     | 不適用     | 不適用     | 不適用     | 不適用                  |                    |
| 江西省           | 大余县                 | 县         | 6    | 不適用     | 不適用     | 不適用     | 不適用     | 不適用                  |                    |
| 江苏省           | 高邮市                 | 县级市     | 6    | 不適用     | 不適用     | 不適用     | 不適用     | 不適用                  |                    |
| 湖南省           | 湘潭县                 | 县         | 6    | 不適用     | 不適用     | 不適用     | 不適用     | 不適用                  |                    |
| 广西壮族自治区   | 北流市                 | 县级市     | 6    | 不適用     | 不適用     | 不適用     | 不適用     | 不適用                  |                    |
| 青海省           | 玉树市                 | 县级市     | 6    | 不適用     | 不適用     | 不適用     | 不適用     | 不適用                  |                    |
| 云南省           | 澄江市                 | 县级市     | 6    | 不適用     | 不適用     | 不適用     | 不適用     | 不適用                  |                    |
| 福建省           | 德化县                 | 县         | 6    | 不適用     | 不適用     | 不適用     | 不適用     | 不適用                  |                    |
| 新疆维吾尔自治区 | 博乐市                 | 县级市     | 6    | 不適用     | 不適用     | 不適用     | 不適用     | 不適用                  |                    |
| 安徽省           | 桐城市                 | 县级市     | 6    | 不適用     | 不適用     | 不適用     | 不適用     | 不適用                  |                    |
| 河南省           | 新县                   | 县         | 6    | 不適用     | 不適用     | 不適用     | 不適用     | 不適用                  |                    |
| 内蒙古自治区     | 呼和浩特市             | 自治区首府 | 7    | 不適用     | 不適用     | 不適用     | 不適用     | 不適用                  | 不適用             |
| 北京市           | 石景山区               | 市辖区     | 7    | 不適用     | 不適用     | 不適用     | 不適用     | 不適用                  | 不適用             |
| 北京市           | 门头沟区               | 市辖区     | 7    | 不適用     | 不適用     | 不適用     | 不適用     | 不適用                  | 不適用             |
| 北京市           | 顺义区                 | 市辖区     | 7    | 不適用     | 不適用     | 不適用     | 不適用     | 不適用                  | 不適用             |
| 北京市           | 怀柔区                 | 市辖区     | 7    | 不適用     | 不適用     | 不適用     | 不適用     | 不適用                  | 不適用             |
| 北京市           | 密云区                 | 市辖区     | 7    | 不適用     | 不適用     | 不適用     | 不適用     | 不適用                  | 不適用             |
| 天津市           | 河东区                 | 市辖区     | 7    | 不適用     | 不適用     | 不適用     | 不適用     | 不適用                  | 不適用             |
| 天津市           | 南开区                 | 市辖区     | 7    | 不適用     | 不適用     | 不適用     | 不適用     | 不適用                  | 不適用             |
| 天津市           | 东丽区                 | 市辖区     | 7    | 不適用     | 不適用     | 不適用     | 不適用     | 不適用                  | 不適用             |
| 天津市           | 宝坻区                 | 市辖区     | 7    | 不適用     | 不適用     | 不適用     | 不適用     | 不適用                  | 不適用             |
| 上海市           | 黄浦区                 | 市辖区     | 7    | 不適用     | 不適用     | 不適用     | 不適用     | 不適用                  | 不適用             |
| 上海市           | 普陀区                 | 市辖区     | 7    | 不適用     | 不適用     | 不適用     | 不適用     | 不適用                  | 不適用             |
| 上海市           | 虹口区                 | 市辖区     | 7    | 不適用     | 不適用     | 不適用     | 不適用     | 不適用                  | 不適用             |
| 上海市           | 宝山区                 | 市辖区     | 7    | 不適用     | 不適用     | 不適用     | 不適用     | 不適用                  | 不適用             |
| 重庆市           | 江津区                 | 市辖区     | 7    | 不適用     | 不適用     | 不適用     | 不適用     | 不適用                  | 不適用             |
| 河北省           | 承德市                 | 地级市     | 7    | 不適用     | 不適用     | 不適用     | 不適用     | 不適用                  | 不適用             |
| 内蒙古自治区     | 呼伦贝尔市             | 地级市     | 7    | 不適用     | 不適用     | 不適用     | 不適用     | 不適用                  | 不適用             |
| 内蒙古自治区     | 乌兰察布市             | 地级市     | 7    | 不適用     | 不適用     | 不適用     | 不適用     | 不適用                  | 不適用             |
| 辽宁省           | 营口市                 | 地级市     | 7    | 不適用     | 不適用     | 不適用     | 不適用     | 不適用                  | 不適用             |
| 辽宁省           | 辽阳市                 | 地级市     | 7    | 不適用     | 不適用     | 不適用     | 不適用     | 不適用                  | 不適用             |
| 安徽省           | 淮南市                 | 地级市     | 7    | 不適用     | 不適用     | 不適用     | 不適用     | 不適用                  | 不適用             |
| 安徽省           | 六安市                 | 地级市     | 7    | 不適用     | 不適用     | 不適用     | 不適用     | 不適用                  | 不適用             |
| 安徽省           | 亳州市                 | 地级市     | 7    | 不適用     | 不適用     | 不適用     | 不適用     | 不適用                  | 不適用             |
| 安徽省           | 池州市                 | 地级市     | 7    | 不適用     | 不適用     | 不適用     | 不適用     | 不適用                  | 不適用             |
| 江西省           | 九江市                 | 地级市     | 7    | 不適用     | 不適用     | 不適用     | 不適用     | 不適用                  | 不適用             |
| 江西省           | 上饶市                 | 地级市     | 7    | 不適用     | 不適用     | 不適用     | 不適用     | 不適用                  | 不適用             |
| 山东省           | 德州市                 | 地级市     | 7    | 不適用     | 不適用     | 不適用     | 不適用     | 不適用                  | 不適用             |
| 山东省           | 聊城市                 | 地级市     | 7    | 不適用     | 不適用     | 不適用     | 不適用     | 不適用                  | 不適用             |
| 山东省           | 滨州市                 | 地级市     | 7    | 不適用     | 不適用     | 不適用     | 不適用     | 不適用                  | 不適用             |
| 山东省           | 菏泽市                 | 地级市     | 7    | 不適用     | 不適用     | 不適用     | 不適用     | 不適用                  | 不適用             |
| 河南省           | 平顶山市               | 地级市     | 7    | 不適用     | 不適用     | 不適用     | 不適用     | 不適用                  | 不適用             |
| 河南省           | 安阳市                 | 地级市     | 7    | 不適用     | 不適用     | 不適用     | 不適用     | 不適用                  | 不適用             |
| 河南省           | 鹤壁市                 | 地级市     | 7    | 不適用     | 不適用     | 不適用     | 不適用     | 不適用                  | 不適用             |
| 河南省           | 周口市                 | 地级市     | 7    | 不適用     | 不適用     | 不適用     | 不適用     | 不適用                  | 不適用             |
| 湖北省           | 黄石市                 | 地级市     | 7    | 不適用     | 不適用     | 不適用     | 不適用     | 不適用                  | 不適用             |
| 湖北省           | 襄阳市                 | 地级市     | 7    | 不適用     | 不適用     | 不適用     | 不適用     | 不適用                  | 不適用             |
| 湖北省           | 荆州市                 | 地级市     | 7    | 不適用     | 不適用     | 不適用     | 不適用     | 不適用                  | 不適用             |
| 湖北省           | 咸宁市                 | 地级市     | 7    | 不適用     | 不適用     | 不適用     | 不適用     | 不適用                  | 不適用             |
| 湖南省           | 衡阳市                 | 地级市     | 7    | 不適用     | 不適用     | 不適用     | 不適用     | 不適用                  | 不適用             |
| 湖南省           | 邵阳市                 | 地级市     | 7    | 不適用     | 不適用     | 不適用     | 不適用     | 不適用                  | 不適用             |
| 湖南省           | 益阳市                 | 地级市     | 7    | 不適用     | 不適用     | 不適用     | 不適用     | 不適用                  | 不適用             |
| 广东省           | 韶关市                 | 地级市     | 7    | 不適用     | 不適用     | 不適用     | 不適用     | 不適用                  | 不適用             |
| 广东省           | 汕头市                 | 地级市     | 7    | 不適用     | 不適用     | 不適用     | 不適用     | 不適用                  | 不適用             |
| 广东省           | 茂名市                 | 地级市     | 7    | 不適用     | 不適用     | 不適用     | 不適用     | 不適用                  | 不適用             |
| 广东省           | 河源市                 | 地级市     | 7    | 不適用     | 不適用     | 不適用     | 不適用     | 不適用                  | 不適用             |
| 广东省           | 清远市                 | 地级市     | 7    | 不適用     | 不適用     | 不適用     | 不適用     | 不適用                  | 不適用             |
| 广西壮族自治区   | 柳州市                 | 地级市     | 7    | 不適用     | 不適用     | 不適用     | 不適用     | 不適用                  | 不適用             |
| 广西壮族自治区   | 北海市                 | 地级市     | 7    | 不適用     | 不適用     | 不適用     | 不適用     | 不適用                  | 不適用             |
| 四川省           | 攀枝花市               | 地级市     | 7    | 不適用     | 不適用     | 不適用     | 不適用     | 不適用                  | 不適用             |
| 四川省           | 雅安市                 | 地级市     | 7    | 不適用     | 不適用     | 不適用     | 不適用     | 不適用                  | 不適用             |
| 四川省           | 巴中市                 | 地级市     | 7    | 不適用     | 不適用     | 不適用     | 不適用     | 不適用                  | 不適用             |
| 四川省           | 资阳市                 | 地级市     | 7    | 不適用     | 不適用     | 不適用     | 不適用     | 不適用                  | 不適用             |
| 云南省           | 保山市                 | 地级市     | 7    | 不適用     | 不適用     | 不適用     | 不適用     | 不適用                  | 不適用             |
| 云南省           | 丽江市                 | 地级市     | 7    | 不適用     | 不適用     | 不適用     | 不適用     | 不適用                  | 不適用             |
| 陕西省           | 渭南市                 | 地级市     | 7    | 不適用     | 不適用     | 不適用     | 不適用     | 不適用                  | 不適用             |
| 陕西省           | 榆林市                 | 地级市     | 7    | 不適用     | 不適用     | 不適用     | 不適用     | 不適用                  | 不適用             |
| 宁夏回族自治区   | 吴忠市                 | 地级市     | 7    | 不適用     | 不適用     | 不適用     | 不適用     | 不適用                  | 不適用             |
| 河北省           | 平山县                 | 县         | 7    | 不適用     | 不適用     | 不適用     | 不適用     | 不適用                  | 不適用             |
| 河北省           | 滦南县                 | 县         | 7    | 不適用     | 不適用     | 不適用     | 不適用     | 不適用                  | 不適用             |
| 河北省           | 临漳县                 | 县         | 7    | 不適用     | 不適用     | 不適用     | 不適用     | 不適用                  | 不適用             |
| 河北省           | 怀来县                 | 县         | 7    | 不適用     | 不適用     | 不適用     | 不適用     | 不適用                  | 不適用             |
| 河北省           | 固安县                 | 县         | 7    | 不適用     | 不適用     | 不適用     | 不適用     | 不適用                  | 不適用             |
| 河北省           | 辛集市                 | 县级市     | 7    | 不適用     | 不適用     | 不適用     | 不適用     | 不適用                  | 不適用             |
| 河北省           | 新乐市                 | 县级市     | 7    | 不適用     | 不適用     | 不適用     | 不適用     | 不適用                  | 不適用             |
| 河北省           | 武安市                 | 县级市     | 7    | 不適用     | 不適用     | 不適用     | 不適用     | 不適用                  | 不適用             |
| 河北省           | 定州市                 | 县级市     | 7    | 不適用     | 不適用     | 不適用     | 不適用     | 不適用                  | 不適用             |
| 山西省           | 岢岚县                 | 县         | 7    | 不適用     | 不適用     | 不適用     | 不適用     | 不適用                  | 不適用             |
| 山西省           | 洪洞县                 | 县         | 7    | 不適用     | 不適用     | 不適用     | 不適用     | 不適用                  | 不適用             |
| 内蒙古自治区     | 土默特右旗             | 旗         | 7    | 不適用     | 不適用     | 不適用     | 不適用     | 不適用                  | 不適用             |
| 内蒙古自治区     | 鄂托克旗               | 旗         | 7    | 不適用     | 不適用     | 不適用     | 不適用     | 不適用                  | 不適用             |
| 内蒙古自治区     | 乌审旗                 | 旗         | 7    | 不適用     | 不適用     | 不適用     | 不適用     | 不適用                  | 不適用             |
| 内蒙古自治区     | 乌拉特中旗             | 旗         | 7    | 不適用     | 不適用     | 不適用     | 不適用     | 不適用                  | 不適用             |
| 辽宁省           | 海城市                 | 县级市     | 7    | 不適用     | 不適用     | 不適用     | 不適用     | 不適用                  | 不適用             |
| 辽宁省           | 北票市                 | 县级市     | 7    | 不適用     | 不適用     | 不適用     | 不適用     | 不適用                  | 不適用             |
| 辽宁省           | 建平县                 | 县级市     | 7    | 不適用     | 不適用     | 不適用     | 不適用     | 不適用                  | 不適用             |
| 吉林省           | 辉南县                 | 县         | 7    | 不適用     | 不適用     | 不適用     | 不適用     | 不適用                  | 不適用             |
| 吉林省           | 长白朝鲜族自治县       | 县         | 7    | 不適用     | 不適用     | 不適用     | 不適用     | 不適用                  | 不適用             |
| 吉林省           | 前郭尔罗斯蒙古族自治县 | 县         | 7    | 不適用     | 不適用     | 不適用     | 不適用     | 不適用                  | 不適用             |
| 黑龙江省         | 铁力市                 | 县级市     | 7    | 不適用     | 不適用     | 不適用     | 不適用     | 不適用                  | 不適用             |
| 黑龙江省         | 同江市                 | 县级市     | 7    | 不適用     | 不適用     | 不適用     | 不適用     | 不適用                  | 不適用             |
| 黑龙江省         | 抚远市                 | 县级市     | 7    | 不適用     | 不適用     | 不適用     | 不適用     | 不適用                  | 不適用             |
| 江苏省           | 新沂市                 | 县级市     | 7    | 不適用     | 不適用     | 不適用     | 不適用     | 不適用                  | 不適用             |
| 江苏省           | 仪征市                 | 县级市     | 7    | 不適用     | 不適用     | 不適用     | 不適用     | 不適用                  | 不適用             |
| 江苏省           | 扬中市                 | 县级市     | 7    | 不適用     | 不適用     | 不適用     | 不適用     | 不適用                  | 不適用             |
| 江苏省           | 兴化市                 | 县级市     | 7    | 不適用     | 不適用     | 不適用     | 不適用     | 不適用                  | 不適用             |
| 江苏省           | 泰兴市                 | 县级市     | 7    | 不適用     | 不適用     | 不適用     | 不適用     | 不適用                  | 不適用             |
| 江苏省           | 东海县                 | 县         | 7    | 不適用     | 不適用     | 不適用     | 不適用     | 不適用                  | 不適用             |
| 江苏省           | 金湖县                 | 县         | 7    | 不適用     | 不適用     | 不適用     | 不適用     | 不適用                  | 不適用             |
| 江苏省           | 射阳县                 | 县级市     | 7    | 不適用     | 不適用     | 不適用     | 不適用     | 不適用                  | 不適用             |
| 浙江省           | 桐乡市                 | 县级市     | 7    | 不適用     | 不適用     | 不適用     | 不適用     | 不適用                  | 不適用             |
| 浙江省           | 东阳市                 | 县级市     | 7    | 不適用     | 不適用     | 不適用     | 不適用     | 不適用                  | 不適用             |
| 浙江省           | 江山市                 | 县级市     | 7    | 不適用     | 不適用     | 不適用     | 不適用     | 不適用                  | 不適用             |
| 浙江省           | 温岭市                 | 县级市     | 7    | 不適用     | 不適用     | 不適用     | 不適用     | 不適用                  | 不適用             |
| 浙江省           | 开化县                 | 县         | 7    | 不適用     | 不適用     | 不適用     | 不適用     | 不適用                  | 不適用             |
| 浙江省           | 岱山县                 | 县         | 7    | 不適用     | 不適用     | 不適用     | 不適用     | 不適用                  | 不適用             |
| 浙江省           | 嵊泗县                 | 县         | 7    | 不適用     | 不適用     | 不適用     | 不適用     | 不適用                  | 不適用             |
| 安徽省           | 潜山市                 | 县级市     | 7    | 不適用     | 不適用     | 不適用     | 不適用     | 不適用                  | 不適用             |
| 安徽省           | 明光市                 | 县级市     | 7    | 不適用     | 不適用     | 不適用     | 不適用     | 不適用                  | 不適用             |
| 安徽省           | 肥东县                 | 县         | 7    | 不適用     | 不適用     | 不適用     | 不適用     | 不適用                  | 不適用             |
| 安徽省           | 肥西县                 | 县         | 7    | 不適用     | 不適用     | 不適用     | 不適用     | 不適用                  | 不適用             |
| 安徽省           | 南陵县                 | 县         | 7    | 不適用     | 不適用     | 不適用     | 不適用     | 不適用                  | 不適用             |
| 安徽省           | 休宁县                 | 县         | 7    | 不適用     | 不適用     | 不適用     | 不適用     | 不適用                  | 不適用             |
| 安徽省           | 颍上县                 | 县         | 7    | 不適用     | 不適用     | 不適用     | 不適用     | 不適用                  | 不適用             |
| 安徽省           | 霍山县                 | 县         | 7    | 不適用     | 不適用     | 不適用     | 不適用     | 不適用                  | 不適用             |
| 安徽省           | 郎溪县                 | 县         | 7    | 不適用     | 不適用     | 不適用     | 不適用     | 不適用                  | 不適用             |
| 福建省           | 闽侯县                 | 县         | 7    | 不適用     | 不適用     | 不適用     | 不適用     | 不適用                  | 不適用             |
| 福建省           | 泰宁县                 | 县         | 7    | 不適用     | 不適用     | 不適用     | 不適用     | 不適用                  | 不適用             |
| 福建省           | 惠安县                 | 县         | 7    | 不適用     | 不適用     | 不適用     | 不適用     | 不適用                  | 不適用             |
| 福建省           | 永春县                 | 县         | 7    | 不適用     | 不適用     | 不適用     | 不適用     | 不適用                  | 不適用             |
| 福建省           | 云霄县                 | 县         | 7    | 不適用     | 不適用     | 不適用     | 不適用     | 不適用                  | 不適用             |
| 福建省           | 东山县                 | 县         | 7    | 不適用     | 不適用     | 不適用     | 不適用     | 不適用                  | 不適用             |
| 福建省           | 武夷山市               | 县级市     | 7    | 不適用     | 不適用     | 不適用     | 不適用     | 不適用                  | 不適用             |
| 江西省           | 乐平市                 | 县级市     | 7    | 不適用     | 不適用     | 不適用     | 不適用     | 不適用                  | 不適用             |
| 江西省           | 井冈山市               | 县级市     | 7    | 不適用     | 不適用     | 不適用     | 不適用     | 不適用                  | 不適用             |
| 江西省           | 丰城市                 | 县级市     | 7    | 不適用     | 不適用     | 不適用     | 不適用     | 不適用                  | 不適用             |
| 江西省           | 上栗县                 | 县         | 7    | 不適用     | 不適用     | 不適用     | 不適用     | 不適用                  | 不適用             |
| 江西省           | 武宁县                 | 县         | 7    | 不適用     | 不適用     | 不適用     | 不適用     | 不適用                  | 不適用             |
| 江西省           | 新干县                 | 县         | 7    | 不適用     | 不適用     | 不適用     | 不適用     | 不適用                  | 不適用             |
| 江西省           | 婺源县                 | 县         | 7    | 不適用     | 不適用     | 不適用     | 不適用     | 不適用                  | 不適用             |
| 山东省           | 平阴县                 | 县         | 7    | 不適用     | 不適用     | 不適用     | 不適用     | 不適用                  | 不適用             |
| 山东省           | 广饶县                 | 县         | 7    | 不適用     | 不適用     | 不適用     | 不適用     | 不適用                  | 不適用             |
| 山东省           | 金乡县                 | 县         | 7    | 不適用     | 不適用     | 不適用     | 不適用     | 不適用                  | 不適用             |
| 山东省           | 齐河县                 | 县         | 7    | 不適用     | 不適用     | 不適用     | 不適用     | 不適用                  | 不適用             |
| 山东省           | 博兴县                 | 县         | 7    | 不適用     | 不適用     | 不適用     | 不適用     | 不適用                  | 不適用             |
| 山东省           | 莱西市                 | 县级市     | 7    | 不適用     | 不適用     | 不適用     | 不適用     | 不適用                  | 不適用             |
| 山东省           | 滕州市                 | 县级市     | 7    | 不適用     | 不適用     | 不適用     | 不適用     | 不適用                  | 不適用             |
| 山东省           | 邹城市                 | 县级市     | 7    | 不適用     | 不適用     | 不適用     | 不適用     | 不適用                  | 不適用             |
| 山东省           | 临清市                 | 县级市     | 7    | 不適用     | 不適用     | 不適用     | 不適用     | 不適用                  | 不適用             |
| 山东省           | 邹平市                 | 县级市     | 7    | 不適用     | 不適用     | 不適用     | 不適用     | 不適用                  | 不適用             |
| 河南省           | 荥阳市                 | 县级市     | 7    | 不適用     | 不適用     | 不適用     | 不適用     | 不適用                  | 不適用             |
| 河南省           | 新郑市                 | 县级市     | 7    | 不適用     | 不適用     | 不適用     | 不適用     | 不適用                  | 不適用             |
| 河南省           | 登封市                 | 县级市     | 7    | 不適用     | 不適用     | 不適用     | 不適用     | 不適用                  | 不適用             |
| 河南省           | 禹州市                 | 县级市     | 7    | 不適用     | 不適用     | 不適用     | 不適用     | 不適用                  | 不適用             |
| 河南省           | 洛宁县                 | 县         | 7    | 不適用     | 不適用     | 不適用     | 不適用     | 不適用                  | 不適用             |
| 河南省           | 宝丰县                 | 县         | 7    | 不適用     | 不適用     | 不適用     | 不適用     | 不適用                  | 不適用             |
| 河南省           | 滑县                   | 县         | 7    | 不適用     | 不適用     | 不適用     | 不適用     | 不適用                  | 不適用             |
| 河南省           | 方城县                 | 县         | 7    | 不適用     | 不適用     | 不適用     | 不適用     | 不適用                  | 不適用             |
| 河南省           | 民权县                 | 县         | 7    | 不適用     | 不適用     | 不適用     | 不適用     | 不適用                  | 不適用             |
| 河南省           | 睢县                   | 县         | 7    | 不適用     | 不適用     | 不適用     | 不適用     | 不適用                  | 不適用             |
| 河南省           | 西平县                 | 县         | 7    | 不適用     | 不適用     | 不適用     | 不適用     | 不適用                  | 不適用             |
| 河南省           | 泌阳县                 | 县         | 7    | 不適用     | 不適用     | 不適用     | 不適用     | 不適用                  | 不適用             |
| 湖北省           | 竹溪县                 | 县         | 7    | 不適用     | 不適用     | 不適用     | 不適用     | 不適用                  | 不適用             |
| 湖北省           | 远安县                 | 县         | 7    | 不適用     | 不適用     | 不適用     | 不適用     | 不適用                  | 不適用             |
| 湖北省           | 嘉鱼县                 | 县         | 7    | 不適用     | 不適用     | 不適用     | 不適用     | 不適用                  | 不適用             |
| 湖北省           | 当阳市                 | 县级市     | 7    | 不適用     | 不適用     | 不適用     | 不適用     | 不適用                  | 不適用             |
| 湖北省           | 老河口市               | 县级市     | 7    | 不適用     | 不適用     | 不適用     | 不適用     | 不適用                  | 不適用             |
| 湖北省           | 钟祥市                 | 县级市     | 7    | 不適用     | 不適用     | 不適用     | 不適用     | 不適用                  | 不適用             |
| 湖北省           | 仙桃市                 | 县级市     | 7    | 不適用     | 不適用     | 不適用     | 不適用     | 不適用                  | 不適用             |
| 湖北省           | 天门市                 | 县级市     | 7    | 不適用     | 不適用     | 不適用     | 不適用     | 不適用                  | 不適用             |
| 湖南省           | 平江县                 | 县         | 7    | 不適用     | 不適用     | 不適用     | 不適用     | 不適用                  | 不適用             |
| 湖南省           | 桂阳县                 | 县         | 7    | 不適用     | 不適用     | 不適用     | 不適用     | 不適用                  | 不適用             |
| 湖南省           | 道县                   | 县         | 7    | 不適用     | 不適用     | 不適用     | 不適用     | 不適用                  | 不適用             |
| 湖南省           | 宁远县                 | 县         | 7    | 不適用     | 不適用     | 不適用     | 不適用     | 不適用                  | 不適用             |
| 湖南省           | 新田县                 | 县         | 7    | 不適用     | 不適用     | 不適用     | 不適用     | 不適用                  | 不適用             |
| 湖南省           | 江华瑶族自治县         | 县         | 7    | 不適用     | 不適用     | 不適用     | 不適用     | 不適用                  | 不適用             |
| 湖南省           | 汨罗市                 | 县级市     | 7    | 不適用     | 不適用     | 不適用     | 不適用     | 不適用                  | 不適用             |
| 广东省           | 乳源瑶族自治县         | 县         | 7    | 不適用     | 不適用     | 不適用     | 不適用     | 不適用                  | 不適用             |
| 广东省           | 佛冈县                 | 县         | 7    | 不適用     | 不適用     | 不適用     | 不適用     | 不適用                  | 不適用             |
| 广东省           | 鹤山市                 | 县级市     | 7    | 不適用     | 不適用     | 不適用     | 不適用     | 不適用                  | 不適用             |
| 广东省           | 廉江市                 | 县级市     | 7    | 不適用     | 不適用     | 不適用     | 不適用     | 不適用                  | 不適用             |
| 广东省           | 英德市                 | 县级市     | 7    | 不適用     | 不適用     | 不適用     | 不適用     | 不適用                  | 不適用             |
| 广西壮族自治区   | 蒙山县                 | 县         | 7    | 不適用     | 不適用     | 不適用     | 不適用     | 不適用                  | 不適用             |
| 广西壮族自治区   | 巴马瑶族自治县         | 县         | 7    | 不適用     | 不適用     | 不適用     | 不適用     | 不適用                  | 不適用             |
| 广西壮族自治区   | 扶绥县                 | 县         | 7    | 不適用     | 不適用     | 不適用     | 不適用     | 不適用                  | 不適用             |
| 广西壮族自治区   | 平果市                 | 县级市     | 7    | 不適用     | 不適用     | 不適用     | 不適用     | 不適用                  | 不適用             |
| 海南省           | 文昌市                 | 县级市     | 7    | 不適用     | 不適用     | 不適用     | 不適用     | 不適用                  | 不適用             |
| 海南省           | 昌江黎族自治县         | 县级市     | 7    | 不適用     | 不適用     | 不適用     | 不適用     | 不適用                  | 不適用             |
| 四川省           | 简阳市                 | 县级市     | 7    | 不適用     | 不適用     | 不適用     | 不適用     | 不適用                  | 不適用             |
| 四川省           | 隆昌市                 | 县级市     | 7    | 不適用     | 不適用     | 不適用     | 不適用     | 不適用                  | 不適用             |
| 四川省           | 峨眉山市               | 县级市     | 7    | 不適用     | 不適用     | 不適用     | 不適用     | 不適用                  | 不適用             |
| 四川省           | 西昌市                 | 县级市     | 7    | 不適用     | 不適用     | 不適用     | 不適用     | 不適用                  | 不適用             |
| 四川省           | 北川羌族自治县         | 县         | 7    | 不適用     | 不適用     | 不適用     | 不適用     | 不適用                  | 不適用             |
| 四川省           | 江安县                 | 县         | 7    | 不適用     | 不適用     | 不適用     | 不適用     | 不適用                  | 不適用             |
| 四川省           | 大竹县                 | 县         | 7    | 不適用     | 不適用     | 不適用     | 不適用     | 不適用                  | 不適用             |
| 四川省           | 汉源县                 | 县         | 7    | 不適用     | 不適用     | 不適用     | 不適用     | 不適用                  | 不適用             |
| 四川省           | 乐至县                 | 县         | 7    | 不適用     | 不適用     | 不適用     | 不適用     | 不適用                  | 不適用             |
| 贵州省           | 玉屏侗族自治县         | 县         | 7    | 不適用     | 不適用     | 不適用     | 不適用     | 不適用                  | 不適用             |
| 贵州省           | 镇远县                 | 县         | 7    | 不適用     | 不適用     | 不適用     | 不適用     | 不適用                  | 不適用             |
| 贵州省           | 龙里县                 | 县         | 7    | 不適用     | 不適用     | 不適用     | 不適用     | 不適用                  | 不適用             |
| 贵州省           | 盘州市                 | 县级市     | 7    | 不適用     | 不適用     | 不適用     | 不適用     | 不適用                  | 不適用             |
| 贵州省           | 赤水市                 | 县级市     | 7    | 不適用     | 不適用     | 不適用     | 不適用     | 不適用                  | 不適用             |
| 云南省           | 罗平县                 | 县         | 7    | 不適用     | 不適用     | 不適用     | 不適用     | 不適用                  | 不適用             |
| 云南省           | 大姚县                 | 县         | 7    | 不適用     | 不適用     | 不適用     | 不適用     | 不適用                  | 不適用             |
| 云南省           | 开远市                 | 县级市     | 7    | 不適用     | 不適用     | 不適用     | 不適用     | 不適用                  | 不適用             |
| 云南省           | 蒙自市                 | 县级市     | 7    | 不適用     | 不適用     | 不適用     | 不適用     | 不適用                  | 不適用             |
| 云南省           | 文山市                 | 县级市     | 7    | 不適用     | 不適用     | 不適用     | 不適用     | 不適用                  | 不適用             |
| 西藏自治区       | 曲水县                 | 县         | 7    | 不適用     | 不適用     | 不適用     | 不適用     | 不適用                  | 不適用             |
| 陕西省           | 麟游县                 | 县         | 7    | 不適用     | 不適用     | 不適用     | 不適用     | 不適用                  | 不適用             |
| 陕西省           | 府谷县                 | 县         | 7    | 不適用     | 不適用     | 不適用     | 不適用     | 不適用                  | 不適用             |
| 甘肃省           | 肃南裕固族自治县       | 县         | 7    | 不適用     | 不適用     | 不適用     | 不適用     | 不適用                  | 不適用             |
| 甘肃省           | 崇信县                 | 县         | 7    | 不適用     | 不適用     | 不適用     | 不適用     | 不適用                  | 不適用             |
| 甘肃省           | 玉门市                 | 县级市     | 7    | 不適用     | 不適用     | 不適用     | 不適用     | 不適用                  | 不適用             |
| 甘肃省           | 敦煌市                 | 县级市     | 7    | 不適用     | 不適用     | 不適用     | 不適用     | 不適用                  | 不適用             |
| 甘肃省           | 永靖县                 | 县         | 7    | 不適用     | 不適用     | 不適用     | 不適用     | 不適用                  | 不適用             |
| 青海省           | 格尔木市               | 县级市     | 7    | 不適用     | 不適用     | 不適用     | 不適用     | 不適用                  | 不適用             |
| 新疆维吾尔自治区 | 鄯善县                 | 县         | 7    | 不適用     | 不適用     | 不適用     | 不適用     | 不適用                  | 不適用             |

## 省份分布
截至2025年， 全国文明城市按照省份排名较前的有河南省（39个）、山東省（37個）、江苏省（36个）、浙江省（33个）、安徽省（33个）等：
- 河南省
  - 省会或副省级城市：郑州市；
  - 地级市：洛阳市、许昌市、濮阳市、新乡市、驻马店市、焦作市、漯河市、南阳市、信阳市、商丘市、平顶山市、安阳市、鹤壁市、周口市；
  - 县级市、县：济源市、巩义市、永城市、西峡县、长垣县、林州市、新安县、平舆县、柘城县、汝州市、兰考县、新县、荥阳市、新郑市、登封市、禹州市、洛宁县、宝丰县、滑县、方城县、民权县、睢县、西平县、泌阳县。
- 山東省
  - 省会或副省级城市：青島市、濟南市；
  - 地級市：煙臺市、臨沂市、淄博市、威海市、濰坊市、東營市、日照市、泰安市、济宁市、德州市、聊城市、滨州市、菏泽市；
  - 縣級市、县：膠州市、壽光市、萊州市、榮成市、乳山市、龍口市、曲阜市、新泰市、肥城市、青州市、昌邑市、诸城市、平阴县、广饶县、金乡县、齐河县、博兴县、莱西市、滕州市、邹城市、临清市、邹平市。
- 江苏省 
  - 省会或副省级城市：南京市；
  - 地级市：南通市、苏州市、扬州市、常州市、镇江市、泰州市、宿迁市、徐州市、盐城市、淮安市、连云港市；
  - 县级市、县：张家港市、 丹阳市、宜兴市、江阴市、常熟市、溧阳市、如皋市、邳州市、启东市、海安市、昆山市、句容市、太仓市、如东县、靖江市、高邮市、新沂市、仪征市、扬中市、兴化市、泰兴市、东海县、金湖县、射阳县。
- 浙江省
  - 省会或副省级城市：宁波市、杭州市；
  - 地级市：嘉兴市、绍兴市、温州市、丽水市、湖州市、台州市、金华市、衢州市、舟山市；
  - 县级市、县：诸暨市、长兴县、余姚市、桐庐县、瑞安市、德清县、慈溪市、嘉善县、海盐县、平湖市、安吉县、临海市、建德市、义乌市、嵊州市、桐乡市、东阳市、江山市、温岭市、开化县、岱山县、嵊泗县。
- 安徽省 
  - 省会或副省级城市：合肥市；
  - 地级市：马鞍山市、铜陵市、芜湖市、淮北市、蚌埠市、宣城市、安庆市、滁州市、黄山市、宿州市、阜阳市、淮南市、六安市、亳州市、池州市；
  - 县级市、县：天长市、当涂县、金寨县、广德市、宁国市、歙县、桐城市、潜山市、明光市、肥东县、肥西县、南陵县、休宁县、颍上县、霍山县、郎溪县。

## 评价
主管部门的级别高低，是城市称号等级的最直接衡量标准。就“全国文明城市”这一称号而言，评定单位中央精神文明建设指导委员会办公室是正部级单位，历任主任都是中共中央宣传部的常务副部长；而五任中央精神文明建设指导委员会主任，除第一任为中共中央宣传部部长外，后几任都是中共中央政治局常委。这导致“全国文明城市”这一称号特别受参选城市党委、政府的重视。
有媒体评论称：“如果你到某个城市，突然发现这个城市很多临街小餐馆关门了，各种流动摊贩不见了，城市街道变得整齐干净冷清了，而到政府机关办事则往往发现找不到人，那这个城市一定是在创文创卫验收期。有些城市行政机关见不到人，是因为他们正在街上忙着消灭烟头、落叶甚至苍蝇。”中国新闻网则回顾了部分城市申报“全国文明城市”期间的举措，如2009年郑州市筑“遮羞墙”遮挡道路两边的杂物，2011年济源市发起“捡烟头状元”评选，2014年武汉市全城背诵社会主义核心价值观，等等。